# تورونین
| سامانه  | ردیف    | اشکوب      | سن (میلیون سال) |
| ------- | ------- | ---------- | --------------- |
| پالئوژن | پالئوسن | دانین      | → پس از آن      |
| کرتاسه  | پسین    | ماستریختین | ۶۶–۷۲,۱         |
| کرتاسه  | پسین    | کامپانین   | ۷۲,۱–۸۳,۶       |
| کرتاسه  | پسین    | سانتونین   | ۸۳,۶–۸۶,۳       |
| کرتاسه  | پسین    | کنیاسین    | ۸۶,۳–۸۹,۸       |
| کرتاسه  | پسین    | تورونین    | ۸۹,۸–۹۳,۹       |
| کرتاسه  | پسین    | سنومانین   | ۹۳,۹–۱۰۰,۵      |
| کرتاسه  | پیشین   | آلبین      | ۱۰۰,۵–~۱۱۳      |
| کرتاسه  | پیشین   | آپتین      | ~۱۱۳–~۱۲۵       |
| کرتاسه  | پیشین   | بارمین     | ~۱۲۵–~۱۲۹,۴     |
| کرتاسه  | پیشین   | هاتریوین   | ~۱۲۹,۴–~۱۳۲,۹   |
| کرتاسه  | پیشین   | والانجینین | ~۱۳۲,۹–~۱۳۹,۸   |
| کرتاسه  | پیشین   | بریاسین    | ~۱۳۹,۸–~۱۴۵     |
| ژوراسیک | پسین    | تیتونین    | → پیش از آن     |

تورونین (انگلیسی: Turonian) در مقیاس زمانی زمین‌شناسی، یک اشکوب یا عصر از دور یا ردیف کرتاسه پسین به‌شمار می‌رود. تورونین در ستون چینه‌شناسی پس از اشکوب سنومانین و پیش از کنیاسین جای می‌گیرد. عصر تورونین از حدود ۰٫۸ ± ۹۳٫۹ میلیون سال پیش آغاز شده و تا حدود ۱ ± ۸۹٫۸ میلیون سال پیش ادامه یافت.
در آغاز تورونین یک رویداد کمبود اکسیژن رخ داد که به نام رویداد مرزی سنومانین-تورونین شناخته می‌شود.

## نام‌گذاری
نام اشکوب تورونین از نام شهر تور در فرانسه گرفته شده است. این اشکوب در سال ۱۸۴۲ توسط آلسید دو اوربینجی دیرین‌شناس فرانسوی تشریح و توصیف شد.